# Московская независимая вещательная корпорация
Московская независимая вещательная корпорация (МНВК) — закрытое акционерное общество, владевшее лицензией МНВК в 1991—2004 годах и являвшееся учредителем и вещателем ТВ-6 в 1993—2002 годах.

## История
Изначально 51% акций принадлежали трём частным лицам, среди которых был Первый заместитель Председателя Всесоюзной государственной телевизионной и радиовещательной компании Эдуард Сагалаев. Первым президентом Московской независимой вещательной корпорации был Эдуард Сагалаев, до этого занимавший должность генерального директора РГТРК «Останкино». После назначения Эдуарда Сагалаева председателем ВГТРК в 1996 году, новым президентом становится Александр Пономарёв, являвшийся с 1993 года генеральным директором Московской независимой вещательной корпорации.
После освобождения от должности председателя Всероссийской государственной телевизионной и радиовещательной компании в 1997 году Эдуард Сагалаев вновь становится президентом МНВК и до февраля 2001 года занимает эту должность, а Александр Пономарёв вновь стал генеральным директором Московской независимой вещательной корпорации, пробыв в этой должности до марта 2001 года. В марте 2001 года Александра Пономарёва в должности генерального директора сменил Бадри Патаркацишвили.
14 июня 1998 года происходит реорганизация структуры МНВК, где изначально существовала только одна дирекция телеканала ТВ-6 и несколько служб при ней. В результате преобразований были созданы новые корпоративные дирекции, работающие непосредственно на МНВК: генеральная дирекция, дирекция планирования и выпуска, дирекция производства программ, дирекция заказных программ и кинопоказа, дирекция региональных связей и ещё ряд других. У каждого из подразделений были свои руководители. Должность вице-президента, с которой Иван Демидов ранее совмещал исполнение обязанностей заместителя генерального директора, была упразднена. Должность руководителя дирекции производства программ занимает Юлия Меньшова, в то время как Александр Олейников становится директором дирекции планирования и выпуска.
С 1999 года входила в крупнейшую «медиа-группу Березовского», официально не объединённую в таковую, включавшую в алфавитном порядке следующие средства массовой информации:
- газеты «Коммерсантъ», «Московская комсомолка», «Независимая газета», «Новые Известия» и «Свежий номер»;
- журналы «Автопилот», «Власть», «Деньги», «Домовой» и «Огонёк»;
- радиоканалы «Наше радио»;
- телеканалы «ОРТ» и «ТВ-6»[34].

В результате развития событий вокруг дела НТВ, в мае-июне 2001 года все руководящие посты МНВК перешли к бывшим сотрудникам телекомпаний НТВ и ТНТ, проектов холдинга Владимира Гусинского «Медиа-Мост». Кадровый состав корпорации при этом стал состоять как из бывших сотрудников НТВ и ТНТ, так и из некоторого числа лиц из старого трудового коллектива МНВК, согласившихся сотрудничать с новыми менеджерами. После этого, 27 сентября 2001 года Арбитражный суд Москвы удовлетворил иск пенсионного фонда «Лукойл-гарант» (входящего в нефтяную компанию «Лукойл», на тот момент контролировавшую 15 % акций «ТВ-6») о ликвидации ЗАО «МНВК» на основании, что чистые активы телекомпании на протяжении последних 3 лет были ниже минимального размера уставного капитала.
22 января 2002 года в 0:00 МСК вещание телеканала ТВ-6 было прекращено на всей сети распространения сигнала, после чего на частоте корпорации и по её же лицензии осуществлялось вещание телеканалов «НТВ-Плюс Спорт» и ТВС (по мнению председателя ликвидационной комиссии МНВК Павла Черновалова, «незаконно»). Корпорация планировала взыскать с этих вещателей убытки по факту их нелегальной ретрансляции по своей лицензии, а также предъявляла претензии к несанкционированному использованию в телеэфире ТВС видеоматериалов из архива ТВ-6. Сам же архив ТВ-6, в свою очередь, частично был передан в бесплатное пользование ЗАО «Шестой телеканал» в июне 2002 года по инициативе тогдашнего генерального директора МНВК Евгения Киселёва, частично — размагничен примерно в это же время; кроме того, канал ТВС работал в редакционных и студийных помещениях телецентра, которые ранее арендовала МНВК, и на её же технике. Также Черновалов говорил, что журналистам, которые перешли с МНВК на ТВС, нужно было «проявить выдержку и не допускать поспешности», дожидаться первого решения суда о незаконности прекращения действия лицензии корпорации и в таком случае осенью 2002 года они бы снова вышли в эфир на ТВ-6.
4 июня 2002 года состоялось заседание совета директоров МНВК. Решением акционеров Евгений Киселёв, ставший главным редактором ТВС, был освобождён от должности генерального директора корпорации. Исполняющим обязанности генерального директора стал председатель ликвидационной комиссии МНВК Павел Черновалов. 22 июля 2002 года Московский арбитражный суд принял постановление о незаконности решения Высшего арбитражного суда РФ о ликвидации МНВК. Получилось, что две компании должны использовать одну и ту же вещательную частоту. 14 января 2003 года судебный пристав-исполнитель отменил своё решение о прекращении вещания ЗАО «МНВК» (ТВ-6).
После прекращения вещания ТВС компания МНВК так и не вышла в эфир. Тогдашний владелец лицензии, коим являлась МНВК, передал права на вещание телеканалу «Спорт», изначально — до 31 декабря 2003 года. Параллельно, в различных СМИ неоднократно появлялась информация о том, что в течение 2003—2004 годов «Спорт» может исчезнуть с шестой кнопки, а на его место придёт общественно-политический телеканал производства ВГТРК; Павел Черновалов же заявлял о перспективах восстановления в полной мере нарушенных прав телеканала ТВ-6, подразумевая под этими словами возобновление его выхода в эфир. При этом сама же МНВК к тому времени находилась в процессе ликвидации и не имела права заниматься хозяйственной деятельностью, а все её бывшие сотрудники уже успели разойтись по разным каналам. Основатель МНВК Эдуард Сагалаев после прекращения вещания канала ТВС предлагал оставшимся в корпорации менеджерам в сложившихся условиях «обновить состав владельцев МНВК на базе её существующей лицензии, возобновить вещание на канале ТВ-6 с новой концепцией, новым коллективом и с пониманием реалий существования частного телевидения в современных российских условиях», чего сделано не было: во властных кругах было решено менять ТВС не на лояльный канал схожей тематики, а на спортивный, который более естественно вписывался в российскую государственную политику начала 2000-х годов.
7 июля 2003 года МНВК была продана Березовским неизвестной группе частных лиц (среди возможных покупателей компании указывается консорциум, состоявший из группы государственных банков, НП «Росмедиаком» и компании «Видео Интернешнл», находившейся под контролем тогдашнего министра печати Михаила Лесина). При этом 6 августа в рамках попытки восстановления вещания ТВ-6 корпорация инициировала возврат бывшим ТВС всего переданного ему годом ранее технического оборудования, пытаясь взыскать с ЗАО «Шестой телеканал» в том числе и ту аппаратуру, которая могла пропасть с телеканала ТВ-6 ещё до прихода команды НТВ в апреле-мае 2001 года — уйти вместе с прежними менеджерами и продакшн-студиями, близкими к МНВК, на которых она была в своё время переписана (инвентаризация имущества тогда не производилась). Последний раз о планах реабилитации ТВ-6 было озвучено в конце декабря 2003 года, когда суд признал незаконным прошедший в марте 2002 года конкурс на его частоту.
27 мая 2004 года по решению Московского арбитражного суда в МНВК была начата процедура банкротства. Долги телекомпании перед кредиторами на тот момент составляли более 60 миллионов долларов. Бо́льшая часть этой суммы приходилась на задолженности по зарплате перед сотрудниками МНВК, а также перед работавшими ранее с телеканалом ТВ-6 производителями программного продукта и дистрибьюторами, у которых он закупал права на показываемые передачи и фильмы. Официальная лицензия МНВК (ТВ-6), выданная 22 декабря 1999 года, истекла 1 января 2005 года, однако корпорация попросила продлить её ещё на два года, так как её отключение чуть ранее было признано судом незаконным. Сами же долги по зарплате при ликвидации МНВК не были выплачены ни одному сотруднику вплоть до настоящего времени.
К концу 2004 года право на вещание на 6 ТВК в Москве было окончательно передано «Спорту», поскольку действие лицензии МНВК от 1999 года тогда же окончательно истекло. После этого в законную силу вступила лицензия, выданная некоммерческому партнёрству «Медиа-Социум» (учредителю телеканала ТВС), которое на тот момент продолжало своё существование, а его владельцем оставался Олег Дерипаска. По лицензии «Медиа-Социума» вещание спортивного телеканала продлилось вплоть до июля 2007 года, до того момента, когда она была аннулирована в связи с отсутствием заявления о её продлении после мая 2007 года. Спортивная тематика противоречила условиям лицензии, согласно которой на шестой кнопке должен был вещать общественно-политический телеканал. Также в основе лицензии МНВК лежала концепция телеканала ТВ-6, который перестал существовать в январе 2002 года.
МНВК была окончательно ликвидирована 10 апреля 2006 года. Лицензия на вещание НП «Медиа-Социум» (лицензионного правопреемника МНВК) истекла в мае 2007 года и в результате конкурса перешла к ВГТРК, вещателю телеканала «Спорт» (с 1 января 2010 года — «Россия-2»).
С 31 июля 2015 года лицензией на телеканал и сеть его распространения владеет ООО «Национальный спортивный телеканал», который был продан структурами ВГТРК компании «НТВ-Плюс». В рамках новой лицензии 1 ноября 2015 года было начато вещание телеканала «Матч ТВ».

## Руководители

### Основные руководители
Президенты
- Эдуард Сагалаев (1992—1996, 1997—2001)[101]
- Александр Пономарёв (1996—1997)

Председатели совета директоров
- Игорь Шабдурасулов (2001)[102][103]
- Бадри Патаркацишвили (2001)[104]

Вице-президенты
- Александр Пономарёв (1992—1996)
- Борис Непомнящий (1995—1996)[105]

Генеральные директора
- Александр Пономарёв (1992—2001)[106]
- Бадри Патаркацишвили (2001)[107][108]
- Евгений Киселёв (2001—2002)[54]
- Павел Черновалов (2002—2004) — председатель ликвидационной комиссии[109][110]

Заместители генерального директора по информационному и общественно-политическому вещанию
- Сергей Доренко (июнь—июль 1999)[111]
- Эдуард Гиндилеев (1999—2001)[112][113][114]

Генеральные продюсеры / руководители службы производства программ
- Иван Демидов (1993, 2000—2001)[115][116]
- Кирилл Легат (1993—1994)
- Николай Фоменко (1994—1995)[117]
- Александр Олейников (1995—1997)
- Юлия Меньшова (1997—2000)[31][118][119]
- Александр Левин (2001—2002)[120]

Директор дирекции программ
- Олег Точилин (2001—2002)[121]

Исполнительные продюсеры
- Никита Клебанов (2001—2002)

Исполнительные директора
- Павел Корчагин (2001—2002)[122]

Главные режиссёры
- Елена Лапина (1997—2001)[123][124]

### Руководители тематических служб
Главные редакторы Службы информации
- Сергей Доренко (1993—1994)[125]
- Борис Непомнящий (1996)
- Александр Поклад (1996—1997)
- Владислав Флярковский (1998—1999)
- Михаил Пономарёв (1999—2001)[126]
- Григорий Кричевский (2001—2002)[127][128]

Руководители Службы спортивного вещания
- Алексей Ефимов (1994—2000)[129][130]

Руководители Службы кинопоказа
- Татьяна Воронович (1993—1998)[131][132][133]
- Вячеслав Марасанов (1998—1999)[134]
- Анна Любашевская (1999—2001)[135][136]
- Александра Виноградова (2001—2002)[137]

Продюсеры утреннего вещания
- Игорь Шестаков (1998—2001)[138][139][140]
- Александр Левин (2001—2002)[141]

Руководители рекламной службы
- Сергей Коваленко (до 2001)[142]

Руководители Службы социологического анализа
- Всеволод Вильчек (2001—2002)[143]

## Служба информации МНВК

### Программы

#### Информационные программы
- «Шесть новостей» (1996—1997)
- «ТСН-6» (1997—1999)
- «Новости» (1999—2001)
- «День за днём. Шкала новостей» (1998—2002) — подчинялась Службе утреннего вещания МНВК[35][144]
- «Сегодня на ТВ-6»/«Сейчас» (2001—2002)

#### Информационно-аналитические программы
- «Шесть новостей дня» (1997—1999)
- «ТСН-6. Новости дня» (1997—1999)
- «ЦитаДЕНЬ» (1999—2000)
- «Новости дня» (1999—2001)
- «Сегодня с Владимиром Кара-Мурзой»/«Грани» (2001—2002)

#### Аналитические программы
- «Прогнозы недели» (1995—1996)[145][146]
- «Шесть новостей недели» (1996—1999)
- «Обозреватель» (1996—1999)[147][148]
- В 2000—2001 годах аналитической программы не было[149]
- «Итоги» (2001—2002)[150][151]